# Sokol Cikalleshi
Sokol Cikalleshi (ur. 27 lipca 1990 w Kavajë) – albański piłkarz grający na pozycji prawego pomocnika lub napastnika. Od 2020 jest zawodnikiem klubu Konyaspor.

## Kariera klubowa
Swoją karierę piłkarską Cikalleshi rozpoczął w klubie KS Besa. W 2007 roku awansował do pierwszego zespołu Besy i w sezonie 2007/2008 zadebiutował w nim w ekstraklasie albańskiej. W sezonie 2009/2010 zdobył z Besą Puchar Albanii.
Na początku 2011 roku Cikalleshi został wypożyczony do Skënderbeu Korcza. Zadebiutował w nim 3 lutego 2011 w zremisowanym 0:0 wyjazdowym meczu z KF Tirana. Wraz ze Skënderbeu wywalczył mistrzostwo Albanii.
Latem 2011 Cikalleshi wrócił do Besy Kawaja, a na początku 2012 wypożyczono go do KF Tirana. W klubie tym swój debiut zaliczył 12 lutego 2012 w zwycięskim 2:1 wyjazdowym meczu z Teutą Durrës. W KF Tirana grał przez pół roku.
W 2012 roku Cikalleshi trafił na wypożyczenie do południowokoreańskiego klubu Incheon United. W nim swój debiut zanotował 16 września 2012 w wygranym 2:1 domowym meczu z Gangwon FC. W 2013 wrócił do Besy.
W 2013 roku Cikalleshi przeszedł do FK Kukësi, w którym zadebiutował 4 września 2013 w przegranym 0:1 wyjazdowym meczu z KS Lushnja. Wraz z Kukësi wywalczył wicemistrzostwo kraju.
W 2014 roku Cikalleshi ponownie zmienił klub i został zawodnikiem chorwackiego RNK Split, który zapłacił za niego kwotę 100 tysięcy euro. W RNK swój debiut zaliczył 10 sierpnia 2014 w przegranym 0:3 domowym meczu z HNK Rijeka. W RNK grał do końca sezonu 2014/2015.
W czerwcu 2015 Cikalleshi podpisał roczny kontrakt z tureckim İstanbul Başakşehir, do którego przeszedł za 1,8 miliona euro.
| Sezon   | Klub                | Kraj             | Rozgrywki           | Mecze | Bramki |
| ------- | ------------------- | ---------------- | ------------------- | ----- | ------ |
| 2007/08 | KS Besa             | Albania          | Kategoria Superiore | 1     | 0      |
| 2008/09 | KS Besa             | Albania          | Kategoria Superiore | 9     | 0      |
| 2009/10 | KS Besa             | Albania          | Kategoria Superiore | 27    | 2      |
| 2010/11 | KS Besa             | Albania          | Kategoria Superiore | 15    | 6      |
| 2010/11 | Skënderbeu Korcza   | Albania          | Kategoria Superiore | 4     | 0      |
| 2011/12 | KS Besa             | Albania          | Kategoria e Parë    | ?     | ?      |
| 2011/12 | KF Tirana           | Albania          | Kategoria Superiore | 13    | 2      |
| 2012    | Incheon United      | Korea Południowa | K-League            | 6     | 0      |
| 2012/13 | KS Besa             | Albania          | Kategoria Superiore | 4     | 3      |
| 2013/14 | FK Kukësi           | Albania          | Kategoria Superiore | 30    | 17     |
| 2014/15 | RNK Split           | Chorwacja        | Prva HNL            | 32    | 10     |
| 2015/16 | İstanbul Başakşehir | Turcja           | Süper Lig           |       |        |

## Kariera reprezentacyjna
Cikalleshi grał w młodzieżowych reprezentacjach Albanii. W dorosłej reprezentacji Albanii zadebiutował 31 maja 2014 w przegranym 0:1 towarzyskim meczu z Rumunią, rozegranym w Yverdon-les-Bains.